# وسپر (تنسی)
وسپر، تنسی (به انگلیسی: Vasper, Tennessee) یک محدوده ثبت‌نشده در ایالات متحده آمریکا است که در شهرستان کمبل، تنسی واقع شده‌است.

## خصوصیات
وسپر ۳۴۱٫۰۸ متر بالاتر از سطح دریا واقع شده‌است.